# Conquesta d'Irlanda per Cromwell
La conquesta d'Irlanda per Cromwell (1649-1653) es va dur a terme entre 1649 i 1653 per les forces del parlament anglès, dirigit per Oliver Cromwell i el seu Nou Exèrcit Model durant les Guerres dels Tres Regnes.
Des de la rebel·lió de 1641, l'illa d'Irlanda havia estat principalment sota el control d'una coalició coneguda com els «Irlandesos Catòlics Confederats», els qui en 1649 van signar una aliança amb el «partit polític dels Anglesos Reialistes», el bàndol que donava suport al rei Carles I i que havien estat derrotats en la guerra civil anglesa. Finalment, les forces de Cromwell van vèncer la «Coalició irlandesa» i als «Carlistes», acabant per ocupar el país, portant així a la seva fi a les guerres confederades a Irlanda.
La conquesta va ser extremadament brutal. S'ha al·legat que moltes de les accions militars que es van dur a terme en aquesta guerra serien avui dia qualificades de crims de guerra o fins i tot genocidi. El comandant anglès va aprovar una sèrie de dures lleis penals en contra de l'església catòlica i va confiscar gairebé tot el territori irlandès. A Irlanda encara continua sent una figura odiada.
Recentment un columnista d'un periòdic local ha debatut que moltes de les accions que va dur a terme estaven dins de les normes de guerra permeses en aquells dies, o que van ser exagerades o distorsionades per propagandistes posteriors. No obstant això, el seu llibre ha estat criticat des dels cercles acadèmics i la majoria dels historiadors en discrepen. S'estima que la llarga campanya parlamentària que Cromwell va encapçalar, va provocar la mort o l'exili d'aproximadament entre el 15 i el 20% de la població irlandesa.

## Preludi
El Parlament anglès, victoriós en la guerra civil anglesa, tenia diverses raons per enviar un exèrcit a conquistar Irlanda:
- La primera raó i de major pressió era l'aliança que van signar els confederats i Carles II. (el fill exiliat de l'executat Carles I). Fet que va permetre que s'enviessin les Tropes Reals i que se sumissin les tropes Confederades al comandament dels Oficials Reals, dirigits per James Butler. L'objectiu consistia a envair Anglaterra i restaurar la monarquia. La Mancomunitat anglesa no podia permetre's ignorar aquesta treta. En segon lloc, fins i tot si els Confederats no s'haguessin aliat entre ells amb els Reials, és probable que el Parlament anglès hagués intentat reconquerir Irlanda de totes maneres. En 1647 amb milícies formades de les Guerres dels Tres Regnes, van enviar un exèrcit a l'illa (la majoria sota el comandament de Michael Jones). Aquests últims veien al país com a part del territori governat amb dret pel Regne d'Anglaterra i només fora de control temporalment des de la rebel·lió de 1641.
- A més, molts Parlamentaris, desitjaven castigar els nadius per les massacres de colons anglesos que s'havien dut a terme al setembre de 1641.
- En tercer lloc, en 1642, el parlament va augmentar els impostos en 10 milions de lliures, sota l'Acta dels Aventurers per lluitar en la guerra civil, sobre la base que reemborsarien a les seves creditors amb terres conquistades als rebels. Per a efectuar el reemborsament era necessari que l'illa d'Irlanda fos conquistada i les seves terres confiscades.

## La batalla de Rathmines i el desembarcament
En 1649 a la fi del període conegut com a Irlanda Confederada, l'únic lloc fronterer «Parlamentari» que quedava a l'illa estava a Dublín, sota el comandament del coronel Michael Jones. Una força militar combinada per soldats «reialistes» al costat de soldats «confederats», sota el comandament de James Butler, es va assentar a Rathmines, al sud de Dublín, a manera de prendre la ciutat i privar als «Parlamentaris» d'un port en el qual poguessin desembarcar. No obstant això, el 2 d'agost, el coronel Jones va executar un atac sorpresa als «reialistes» mentre aquests es desplegaven, aconseguint que es retiressin a la fugida. En la posterior derrota van morir al voltant de 3.000 soldats «Reialistes» i «Confederats». Oliver Cromwell va denominar a la batalla com, «Un regal sorprenent, tan gran i oportú que ens deixa com els que somien». ja que significava que tenia un port segur en el qual desembarcar, i al mateix temps conservava la capital. Amb el bloqueig que infringia l'almirall Robert Blake a la «Flota Reialista» restant, (al comandament del príncep Rupert del Rin a Kinsale), Cromwell va aconseguir desembarcar el 15 d'agost amb 35 bucs plens de tropes i maquinària de setge. Henry Ireton, un dels generals de Cromwell, va desembarcar l'endemà passat amb setanta-set nous bucs.
Les tropes d'Ormonde es van retirar desordenadament, i completament desmoralitzades per la inesperada derrota soferta a Rathmines, per la qual cosa a curt termini no van ser capaces de tornar a lluitar una altra batalla més. Com a resultat, Ormonde esperava poder aguantar a les ciutats emmurallades de la costa, per així poder contenir l'avanç de Cromwell fins a l'hivern, amb l'esperança que les files del coronel s'esgotessin passant gana i sofrint malalties.

## Setge de Drogheda
En desembarcar, el comandant va procedir amb la presa dels ports d'altres ciutats de la costa a l'efecte d'assegurar-se un eficient aprovisionament de reforços i logística des d'Anglaterra. La primera ciutat a caure va ser Drogheda, on s'havia aquarterat un regiment format per 3.000 soldats reials i Confederats, comandats per Arthur Aston. Quan els homes de Cromwell van prendre per assalt la ciutat, la majoria de la guarnició i dels sacerdots catòlics van ser massacrats per ordre seva. En la contesa també van morir alguns civils i el mateix Aston que va ser apallissat amb la seva pròpia 'Cama de fusta' pels roundheads fins que va morir. La matança de l'aquarterament de Drogheda va causar horror i fins i tot avui dia es recorda com a exemple de l'extrema crueltat de Cromwell. No obstant això recentment s'ha debatut (per exemple per Tom Reilly a Cromwell, un enemic honorable, Dingle 1999) que el que va ocórrer a Drogheda no fou inusualment sever segons els estàndards dels setges de guerra del segle xvii. Una vegada va haver pres Drogheda, Cromwell va enviar 5.000 homes al Nord del país sota el comandament de Robert Venables per prendre l'Ulster de les restes d'un exèrcit convenanter que havia desembarcat aquí en 1642. Als Parlamentaris se'ls va unir un exèrcit de colons britànics que estaven assentats al voltant de Derry, comandats per Charles Coote.

## Wexford, Waterford i Duncannon

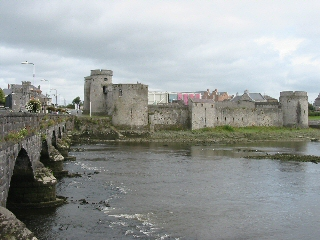
Castell del Rei John a Limerick

El Nou exèrcit Model va marxar cap al sud per assegurar els ports de Wexford, Waterford i Duncannon (Wexford). Wexford es va convertir en l'escenari d'una altra infame atrocitat quan les tropes «Parlamentàries» van entrar a la ciutat mentre s'estaven duent a terme les negociacions per al seu rendiment. Els homes de Cromwell sense prèvia ordre van arremetre contra els assetjats saquejant i matant a tot el que trobaven al seu pas, per finalment, calar foc a la majoria de les cases del poble. Van assassinar al voltant de 2000 soldats i 1 500 ciutadans. Existeix certa polèmica respecte a la responsabilitat que va tenir el comandant en el saqueig. Cromwell no va ordenar l'atac, en aquest moment estava en plena discussió de rendició, quan de sobte, les seves tropes es van llançar a la càrrega. D'altra banda, qui el critiquen, apunten que es va esforçar ben poc a retenir als seus soldats i, que després no els va sancionar per la seva conducta. El saqueig va ser d'alguna manera contraproduent per als «Parlamentaris». La destrucció de la fortalesa els va deixar sense poder usar el seu port com a base d'aprovisionament de les seves forces. En segon lloc, van barrejar la severitat de les mesures adoptades a Drogheda i a Wexford, que en certa manera van poder ser efectives per descoratjar la futura resistència irlandesa.
El comandant dels «reialistes», Ormonde, sabia que el «terror de l'exèrcit de Cromwell» havia causat un efecte paralitzant sobre les seves tropes. Posteriorment, ciutats com New Ross, Carlow i Kilkenny es van rendir i es van lliurar quan les van assetjar. D'altra banda, les massacres d'aquestes ciutats van ser probablement la causa per la qual la resistència es va perllongar en llocs en els quals s'havien convençut que els anaven a matar encara que es rendissin. Ciutats com Waterford, Duncannon, Clonmel, Limerick i Galway es van rendir només després d'una forta resistència. Cromwell va ser incapaç de prendre Waterford o Duncannon i el seu exèrcit va haver de retirar-se als casernes d'hivern, on molts dels seus homes van morir de malaltia, especialment de febre tifoidea i disenteria. Les ciutats portuàries de Waterford i Duncannon es van rendir finalment després de diversos setges perllongats durant 1650.

## Clonmel i la conquesta de Munster

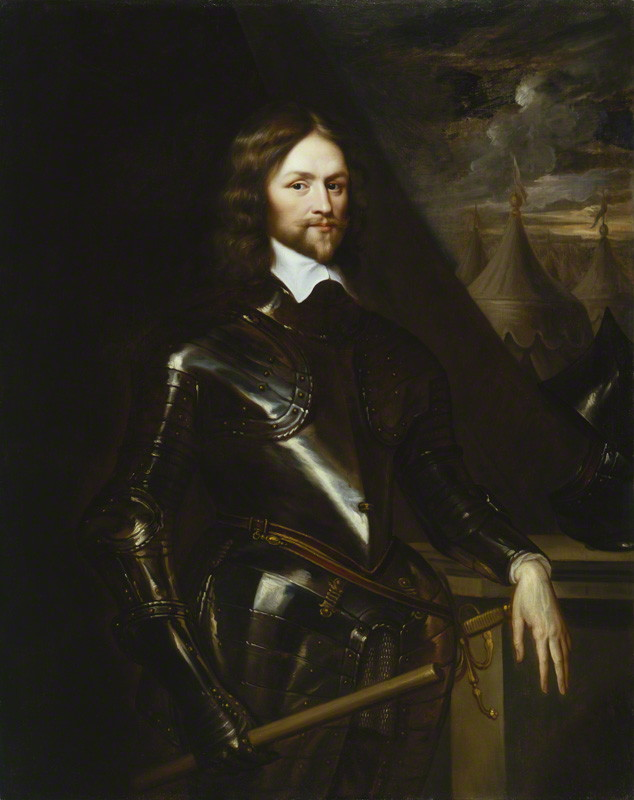
Henry Ireton, el capità que va rebre el mandat de les Forces Parlamentàries per Cromwell a Irlanda.

Cromwell va traspassar el comandament de les forces parlamentàries a Henry Ireton en 1650, però aquest va morir malalt en el setge de Limerick en 1651.
En la primavera següent, va escombrar les ciutats emmurallades restants del sud-est de l'illa, en particular la Capital confederada de Kilkenny, la qual es va rendir amb condicions. El Nou exèrcit model tan sols va conèixer un revés seriós durant el setge de Clonmel, on els seus atacs a les muralles de la ciutat van ser repel·lits amb gran cost, però la ciutat es va rendir l'endemà. El comportament que Cromwell va tenir a Kilkenny i Clonmel, va contrastar fortament amb el de Drogheda i Wexford. Malgrat el fet que les seves tropes havien sofert grans baixes atacant les antigues ciutats, va respectar les condicions de rendició, que incloïen garantir les vides, i propietats dels vilatans i l'evacuació de les tropes armades que les defensaven.
El canvi d'actitud per part del comandant Parlamentari va poder estar influenciat en reconèixer ell mateix que la seva excessiva crueltat estava perllongant la resistència en la resta de les ciutats. cal esmentar que el coronel parlamentari Daniel Axtell va ser jutjat per un tribunal de guerra format per Ireton uns mesos més tard, a conseqüència de les atrocitats comeses pels seus soldats durant la batalla de l'illa Meelick. Els Reials d'Ormonde seguien mantenint Munster, però van ser flanquejats per un motí de la seva pròpia guarnició en Cork. Les tropes britàniques que estaven aquí havien estat lluitant pel Parlament fins a 1648, fet que va fer que es ressentissin i que no volguessin seguir lluitant al costat dels Confederats. El seu motí va deixar a la majoria de Cork i Munster en mans de Cromwell, qui va derrotar a la guarnició irlandesa en la batalla de Macroom, la qual al costat de les forces Reials es van retirar per darrere del riu Shannon cap a Connaught.
Al maig de 1650, Carles II va repudiar l'aliança del seu pare (Carles I) amb els irlandesos per tenir preferència a aliar-se amb els Covenanters (Vegeu Tractat de Breda (1650)), fet que va soscavar completament la posició d'Ormonde com a cap de la coalició reial al país. Cromwell va oferir generoses condicions de rendició als reials de l'illa i molts d'ells van capitular o es van passar al bàndol Parlamentari, fet que va deixar en el camp de batalla només als irlandesos restants, incloent els seus bisbes i clergat. Aquests últims qüestionaven per què havien d'acceptar el lideratge d'Ormonde, quan el seu senyor, el rei, havia repudiat aliar-se amb ells. Cromwell va deixar Irlanda al maig de 1650 per lluitar en la tercera guerra civil anglesa, contra la nova aliança formada per la unió d'escocesos i reialistes i va traspassar el seu comandament a l'illa al capità Henry Ireton.

## Scarrifholis i la destrucció de l'exèrcit de l'Ulster
La força més formidable que va resistir a la batalla fou l'exèrcit d'Ulster (antigament comandat per Owen Roe O'Neill, el qual va morir en 1649). No obstant això, en aquests moments es trobava sota el comandament d'un bisbe catòlic inexpert anomenat, Heber MacMahon.
En la batalla de Scarrifholis (comtat de Donegal, juny de 1650), les forces armades d'Ulster es van trobar amb un exèrcit Parlamentari compost principalment de colons britànics comandats per Charles Coote. Es va enviar al contingent de forces de l'Ulster al capdavant i en el xoc van morir uns 4.000 dels seus homes. A més, els Parlamentaris, també van matar MacMahon i a la majoria dels oficials de l'Ulster i a uns altres els van capturar i després els van executar. Aquest fet eliminava l'últim exèrcit campal oponent als Parlamentaris i que ells van aprofitar per assegurar-se la zona Nord de la província d'Ulster. L'exèrcit de Coote era ara lliure per marxar al Sud i envair la costa Oest d'Irlanda.

## Setge a Limerick i Galway

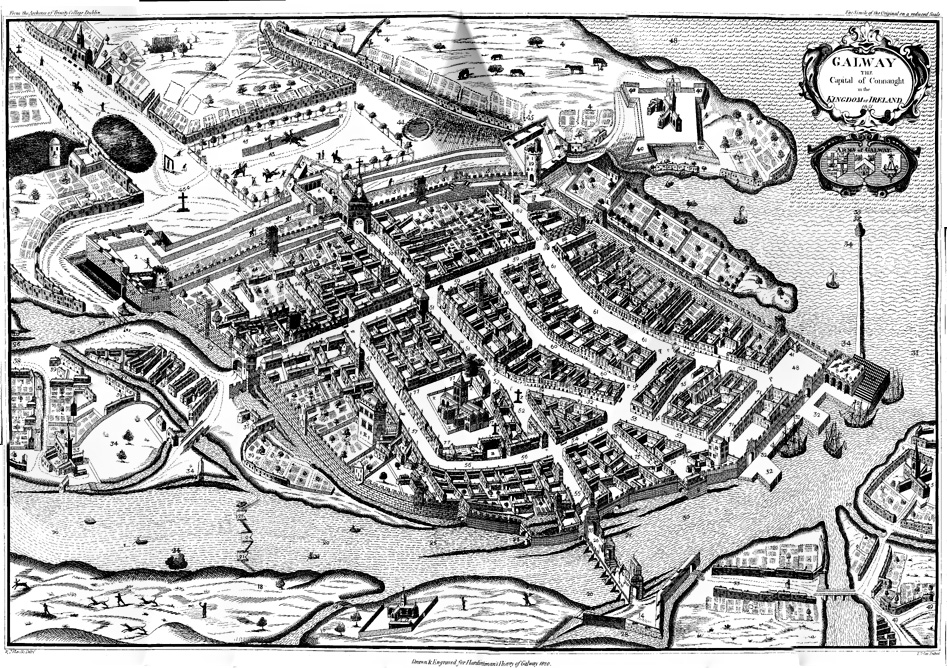
Vista de la ben fortificada ciutat de Galway (en 1651), fou l'última fortalesa irlandesa que faltava per caure en mans Parlamentàries, i es rendí en 1652.

La reputació d'Ormonde es va veure desacreditada pel constant flux de derrotes, la qual cosa va motivar que els seus homes deixessin de confiar en ell, particularment els Confederats. Al desembre de 1650, va embarcar cap a França i el va reemplaçar com a comandant de l'illa el noble irlandès Ulick Burke de Clanricarde. Les forces irlandeses i reials estaven acorralades a la zona Oest del riu Shannon i van encomiar les seves últimes esperances a defensar les fortes murallas de les ciutats de Limerick i Galway. Ambdues s'havien construït amb extenses i modernes defenses i no podien ser preses per assalt directe com Drogheda o Wexford. Ireton, va assetjar Limerick mentre Charles Coote envoltava Galway, però cap va ser capaç de prendre-les, gràcies a la seva bona fortificació, per la qual cosa al final van decidir bloquejar-les i esperar que la fam i les malalties fes que els seus defensors es rendissin. En la batalla de Knocknaclashy es va intentar alliberar la part sud de Limerick, però en 1651 aquesta va caure derrotada, i posteriorment Galway ho va fer a l'any següent. De totes maneres, les malalties van matar indiscriminadament a la gent, incloent Ireton al costat de milers de tropes Parlamentàries que van morir per la plaga de tifoidea als afores de Limerick.

## La guerra de guerrilles, el gana i la pesta

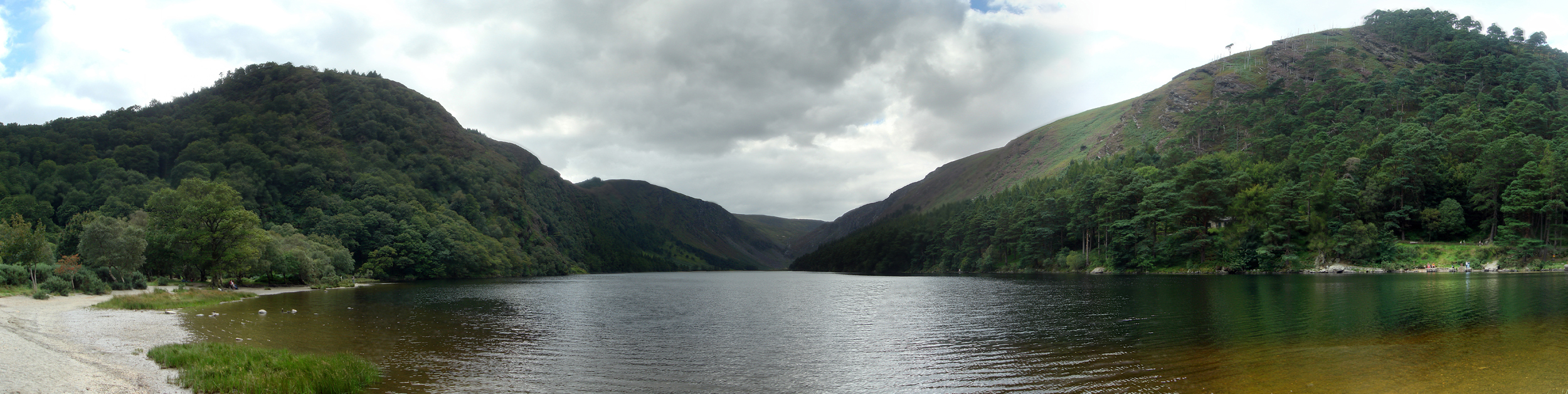
Muntanyes Wicklow a Irlanda.

En 1651 la ben fortificada ciutat de Galway era l'última fortalesa que faltava per caure en mans Parlamentàries, però es va rendir en 1652.
La caiguda de Galway va viure la fi de la resistència organitzada a Cromwell, però la lluita es va perllongar a causa que quedaven petites unitats de tropes irlandeses que llançaven atacs de guerrilla als Parlamentaris.
La fase de la guerrilla va estar funcionant des de finals de 1650 fins a finals de 1651 malgrat la derrota de les forces Reials, s'estimava que encara quedaven 30.000 homes en armes contra els Parlamentaris.
Els tories (en gaèlic irlandès Tóraidhe, homes perseguits) operaven des de terrenys difícils com el Pantà d'Allen, els Muntanyes Wicklow i les terres centrals del Nord de Drumlin i durant mesos, van convertir el camp, les muntanyes i els camins en llocs extremadament perillosos per als Parlamentaris, menys quan eren grans partides de tropes. Posteriorment, Henry Ireton, va llançar una expedició punitiva a les muntanyes de Wicklow per eliminar els tories, però els seus homes no van tenir èxit.
A principis de 1651 es va informar que si els combois anglesos s'allunyaven més de 2 milles d'una base militar no es trobarien segurs. En resposta a aquestes accions hostils, els Parlamentaris van destruir les provisions d'aliment i van culpar als civils que sospitaven poguessin estar col·laborant amb els tories. El Parlamentari John Hewson, va destruir sistemàticament els magatzems dels comtats de Wicklow i Kildare, Hardress Waller va fer el mateix a la zona de The Burren (comtat de Clare) i el coronel Cook es va encarregar de destruir els de Wexford. Com a resultat, la majoria de l'illa va sofrir fam, que es va veure agreujada per un brot de pesta.
En 1651 a mesura que la guerrilla continuava, els Parlamentaris van designar zones com el comtat de Wicklow i la major part del Sud del país (zona coneguda ara com a zona lliure de foc) on tot el que s'hi oposés seria assassinats i destruïts com a enemics i el seu castell i els seus béns han de ser requisats o espatllats com als béns dels enemics. Aquesta tàctica havia tingut èxit en la Guerra dels Nou Anys irlandesa. A més, van començar a vendre presoners de guerra com servents al Carib (especialment a Barbados on els seus ascendents són coneguts com a Cames vermelles). Un total de 12.000 irlandesos van ser venuts com a esclaus sota el règim de la mancomunitat anglesa.
Aquesta fase de la guerra va ser la més costosa de totes en termes de pèrdues de vides civils. La combinació de guerrilla, fam i plaga va causar enorme mortalitat entre la població. En el mapa topogràfic anomenat Down Survey que William Petty va elaborar, va estimar que el nombre de morts en la guerra des de 1641, era d'unes 618.000 persones o al voltant del 40% de la població de preguerra. Sobre aquests dades, va estimar que al voltant de 400.000, eren catòlics, 167.000 van morir en batalla o de gana i els restants per malalties causades per la guerra. Eventualment, la guerrilla va finalitzar quan els Parlamentaris van publicar els termes de rendició en 1652 permetent que les tropes irlandeses marxessin a l'estranger a servir a exèrcits enemics que no estiguessin en guerra amb la mancomunitat anglesa. La majoria van marxar a França i a Espanya. En 1652, es va rendir la major part de la guerrilla sota John Fitzpatrick a Leinster, Edmund O'Dwyer a Munster i Edmund Daly a Connacht sota els termes signats a Kilkenny al maig d'aquest mateix any. No obstant això a la fi d'any, fins a 11.000 homes, la majoria d'ells a Ulster, es trobaven encara al camp. Les últimes forces reials i irlandeses (que eren les restes de l'exèrcit confederat d'Ulster, dirigits per Philip O'Reilly) es van rendir formalment a la ciutat de Cloughoughter al Comtat de Cavan el 27 d'abril de 1653. Malgrat això, les guerrilles de baix nivell van continuar durant la resta de la dècada, acompanyades de pillatge i vandalismes. Indubtablement, alguns dels tories eren simples bandolers, mentre que uns altres per contra, tenien motivació política. Els homes de Cromwell feien distincions d'aquests quan oferien recompenses per informació o captura, anomenant-los tories privats o tories públics.

## Les condicions de Cromwell
Cromwell va imposar unes condicions extremadament dures a la població catòlica, a causa de la seva antipatia per aquesta religió i a manera de càstig als irlandesos per la rebel·lió, particularment per les massacres de colones protestants a Ulster. Cromwell necessitava augmentar les arques per pagar al seu exèrcit i per reemborsar als comerciants de Londres que havien subvencionat la guerra sota l'Acta dels Aventurers en 1642.
Tot el que va estar implicat en la rebel·lió de 1641 va ser executat. Es van confiscar les terres de tots els que van col·laborar amb els Confederats i milers d'ells van ser transportats al Carib i venuts com a servents. Als propietaris de terres que no van prendre part en les guerres també les hi van confiscar, però com a compensació, se'ls va concedir el dret a reclamar parcel·les de terra a Connaught. A més no es va permetre que cap catòlic visqués a les ciutats. Els soldats irlandesos que havien lluitat en el bàndol Confederat i Reial, van abandonar el país en gran nombre per unir-se als exèrcits de França i Espanya. William Petty, va estimar una quantitat de 54.000 homes. A més es va prohibir la pràctica del catolicisme i es van oferir recompensa per la captura de sacerdots que, una vegada capturats, eren executats.
El Parlament llarg va signar l'Acta dels aventurers en 1642, la qual deia que els creditors podrien reclamar els seus deutes rebent terres confiscades. A més, els soldats Parlamentaris que havien servit a l'illa, tenien dret a una assignació de terres confiscades allí en lloc dels salaris que el govern no podia pagar-los per complet. Com a resultat, milers de veterans del Nou Exèrcit Modelo es van assentar a l'illa. D'altra banda, els colons protestants d'abans de la guerra van augmentar significantement les seves propietats (Vegeu colonització de l'Ulster. Abans de la guerra els catòlics eren propietaris del 60% del territori, mentre que en els temps de la Restauració anglesa, quan es va compensar als Catòlics Reials, tan sols tenien el 20% d'elles. Durant el període de la Mancomunitat anglesa, els terratinents gaèlics havien descendit fins al 8%. Fins i tot després de la restauració de 1660, se'ls va apartar de l'administració pública, encara que no del Parlament irlandès.

## Debat històric
La campanya Parlamentària va ser la més despietada del període de guerra civil. En particular, les accions de Cromwell a Drogheda i Wexford li van valer la seva reputació de crueltat. No obstant això, les croniques a favor de Cromwell afirmen que les seves accions no eren excessivament cruels per als estàndards d'aquests dies. El mateix Cromwell afirmava que la seva severitat tan sols es va aplicar a homes armats. Els informes sobre les massacres de civils que va dur a terme són objecte de controvèrsia.
L'ordenança oficial que Cromwell va estendre just després de la seva arribada, declara el següent:
| « | Per la present... a tots els oficials, soldats i uns altres sota el meu comandament, que no facin res dolent o violent als civils o a qualsevol tret que vagi armat o estigui en tractes amb l'enemic... en aquest cas haurà de respondre sota la seva pròpia responsabilitat. | » |

El propòsit d'aquesta ordre va consistir en, almenys parcialment, assegurar que la població local vengués menjar i subministraments a les seves tropes.
Els crítics de Cromwell defensen que la resposta de Cromwell a una petició dels bisbes irlandesos al poble catòlic irlandès a resistir-se-li, va ser declarar que no era la seva intenció massacrar, bandejar i destruir als habitants catòlics, però si es resistien:
| « | Espero estar lliure de la misèria, desolació, sang i ruïna que caurà sobre ells i m'encarregaré d'exercir la màxima severitat contra ells. | » |

Recentment, Tom Reilly també ha debatut en Cromwell, un Enemic Honorable, que el que va passar a Drogueda i a Wexford no era inusualment sever per als estàndards dels setges del segle xvii, en els quals es mataven a les guarnicions de les ciutats preses per descoratjar una futura resistència.
El periòdic History Ireland destrueix aquesta visió: La seva tesi general que Cromwell bé podia no haver tingut moral per endur-se les vides de Drogueda o Wexford 'Però segurament tenia la llei fermament de la seva part'. no atén a un rigorós examen. De manera similar, John Morrill va comentar: Tom Really va realitzar el major intent de rehabilitació, Cromwell: Un Enemic Honorable (Londres, 1999), però d'altres bons erudits han rebutjat aquesta teoria. A més, les crítiques dels historiadors de Cromwell assenyalen que fins i tot en aquells temps les matances a Drogheda i Wexford van ser considerades atrocitats. Citen com a fonts Edmund Ludlow, el comandant Parlamentari que va haver-hi a Irlanda després de la mort d'Ireton, el que va escriure que les tàctiques que va usar Cromwell a Drogueda van impulsar extraordinària severitat.
Les seves accions van ocórrer en el context d'una guerra mútuament cruel. En 1641-42 els irlandesos van matar entre 4.000 i 12.000 colons protestants abans de fugir. Aquests esdeveniments es van magnificar per la propaganda anglesa com a intent d'exterminar als colons protestants d'Irlanda. Al seu torn, això va causar que les forces Parlamentàries angleses i els covenanters es vengessin de la població catòlica. En 1655 un tractat parlamentari debatia que, La nació sencera, consistint en burgesia, clergat i comuns estan compromesos com a nació en aquesta disputa, per bandejar i extirpar a tots els protestants anglesos d'entre ells. Un historiador ha arribat tan lluny com per dir que, les massacres de 1641 havien de ser la justificació de la campanya genocida i l'assentament. El parlament anglès va aprovar una ordenança contra els irlandesos en 1642, sancionant el matar a rebels capturats.
Així com es va desenvolupar, la guerra va veure atrocitats en tots els bàndols. El nou de gener de 1642, els soldats Covenanters sota el comandament del general Monroe, enviats pel Parlament escocès, van massacrar fins a 3.000 catòlics a l'illa Magee. Quan Murrough O'Brien i el comandant parlamentari a Cork van prendre Cashel en 1647, van exterminar a la guarnició i al clergat catòlic (incloent a Theobald Stapleton), guanyant-se el malnom de Murrough de les cremades (en 1648 Inquichin va canviar d'aliança i es va convertir en comandant de les Forces Reials.) Després d'enfrontaments com la batalla del Pujol de Dungan i la batalla de Scarrifholis, les Forces Parlamentàries van executar als presoners irlandesos. De manera similar, quan el general Confederat Thomas Preston va prendre Maynooth en 1647, va penjar als seus defensors catòlics com apòstates. A Anglaterra les guerres van acabar amb atrocitats tals com les del setge de Colchester en 1648.

## Resultats a llarg termini
La conquesta de Cromwell va completar la Colonització britànica d'Irlanda. Va destruir les classes terratinents irlandeses i les va substituir amb colonitzadors amb identitat britànica. L'amargor que va causar l'assentament va ser una poderosa font del nacionalisme irlandès des del segle xvii d'ara endavant. En 1660, després de la Restauració de Stuart, Carles II va restituir al voltant d'un terç de les terres confiscades als antics terratinents, però no totes, perquè necessitava suport polític dels antics Parlamentaris. Una generació després, durant la revolució Gloriosa, molts de les classes terratinents irlandeses van intentar recuperar la terra restant en la Guerra Guillemita, on van batallar en massa pels Jacobites. Van ser derrotats una vegada més, i molts van perdre terres que els havien estat reconcedides després de 1660. Com a resultat, els irlandesos i anglesos catòlics no van arribar a ser plens ciutadans polítics de l'estat britànic fins a 1829 i legalment se'ls va prohibir la compra de terres fins al Decret sobre els Papistes de 1778.